# Nederlandse Rode Lijst (zoogdieren)
Op de Nederlandse Rode Lijst staan alle in Nederland bedreigde zoogdiersoorten.

## Verantwoordelijke
De toenmalige Minister Cees Veerman van Landbouw, Natuur en Voedselkwaliteit heeft op 5 november 2004 de nieuwe Rode Lijsten voor bedreigde dier- en plantensoorten vastgesteld. De Rode Lijsten worden regelmatig, meer bepaald eens in de tien jaar, bijgewerkt: in Staatscourant 13201 van 2009 stelde de Minister van LNV de nieuwe Rode Lijst vast.

## Inhoud en effect
Op de Rode Lijsten staan, naast de bedreigde soorten, beschermingsmaatregelen om deze soorten weer in aantal te laten toenemen. Doordat overheden en terreinbeherende organisaties bij hun beleid en beheer rekening houden met de Rode Lijsten, wordt gehoopt dat van de nu bedreigde organismen er over tien jaar een aantal niet meer bedreigd zullen zijn en dus van de Rode Lijst afgevoerd kunnen worden.

## Recente wijzigingen
In de eerste plaats is de Rode Lijst voor zoogdieren aangepast op het punt van naamgeving. Voorts is een viertal soorten uit de lijst geschrapt. Dit betreft de soorten grote hoefijzerneus, mopsvleermuis, edelhert en wild zwijn. Deze soorten voldeden niet meer aan de criteria voor plaatsing van een soort op een Rode Lijst.
Verder is één soort toegevoegd, te weten de hamster. Deze soort kwam niet op de oorspronkelijke lijst voor, omdat geoordeeld werd dat onvoldoende gegevens over de soort beschikbaar waren om te beoordelen of hij in aanmerking kwam voor plaatsing van de soort op de Rode Lijst. Het is gebleken dat dit oordeel niet juist was.
De otter is verplaatst van de categorie 'verdwenen uit Nederland' naar de categorie 'in het wild verdwenen uit Nederland', omdat nog jongen waren geboren in een Nederlands fokprogramma.

## Categorieën
Er worden acht categorieën onderscheiden:

### Uitgestorven op wereldschaal
Al een geruime tijd zijn er geen waarnemingen meer gedaan van levende exemplaren van deze soort. Soorten uit deze categorie staan niet (meer) op de Nederlandse rode lijst. Er is geen Nederlandse diersoort bekend die onder deze categorie valt.

### In het wild uitgestorven op wereldschaal
In afgesloten dierentuinen of wildparken kunnen nog wel exemplaren leven, maar daarbuiten - in het wild - op wereldschaal niet meer. Er is geen Nederlandse diersoort bekend die onder deze categorie valt.

### Verdwenen uit Nederland
Ooit heeft de soort wel in Nederland geleefd, maar tegenwoordig niet meer, ook niet meer in dierentuinen en andere afgesloten gehelen. De soort leeft nog wel elders in het wild. Voorbeelden: enkele vleermuissoorten als vale vleermuis en grote hoefijzerneus.

### In het wild verdwenen uit Nederland
Ooit kwam de soort wel in het wild in Nederland voor. In afgesloten dierentuinen of wildparken kunnen nog wel exemplaren leven, maar daarbuiten - in het wild - in Nederland niet meer. Voorbeelden: eland, en de bruine beer. Als de soorten weer terug zouden komen in Nederland, zouden ze waarschijnlijk op de Rode Lijst kunnen komen te staan, iets wat voor de lynx niet onmogelijk is. Als het niet waarschijnlijk is dat de soort in de nabije toekomst nog terugkeert naar Nederland, zoals de bruine beer, wordt deze niet op de Rode lijst geplaatst. Specifieke soortbeschermingsmaatregelen hebben dan immers geen nut meer.

### Ernstig bedreigd
Soorten met zeer kleine populaties of waarvan de aantallen zeer sterk zijn afgenomen en nu zo zeldzaam zijn, dat er een reële kans is dat de soort binnen aanzienlijke tijd uitsterft. Voorbeelden: otter, tuimelaar, wolf en de wilde kat.

### Bedreigd
Soorten waarvan de aantallen sterk zijn afgenomen en nu zeldzaam tot zeer zeldzaam zijn. De aantallen zijn meestal niet groot of de populatie is zeer versnipperd. Deze dieren lopen kans om in de nabije toekomst uit te sterven. Voorbeelden: bruinvis en gewone hamster.

### Kwetsbaar
Soorten waarvan de aantallen licht zijn afgenomen, en tegenwoordig als vrij tot zeer zeldzaam worden beschouwd, of soorten waarvan de aantallen wel sterk zijn afgenomen, maar waarvan de aantallen nog te groot zijn om als zeldzaam te worden beschouwd. Voorbeelden: gewone zeehond en boommarter.

### Gevoelig
Zeldzame soorten, waarvan de populaties stabiel zijn of zelfs toenemen, of soorten waarvan de populatie sterk is afgenomen, maar nog steeds als algemeen gezien worden. Voorbeelden: bever, damhert en grijze zeehond.

## Criteria voor plaatsing op de lijst
- De hoofdlijn is dat een soort in principe in Nederland in het wild voor zou moeten kunnen komen. Dus bijvoorbeeld geen olifant of tijger.
- De soort moet ook nog bestaan of mag ook (nog) niet uitgestorven zijn, dus ook weer geen mammoet.
- De soort moet in principe in Nederland een gedeelte van het jaar kunnen leven, qua temperatuur, klimaat, voortplantingsmogelijkheden, enz. Dus langstrekkende zeezoogdieren kunnen er onder vallen.
- Het voortbestaan van de soort in Nederland is niet vanzelfsprekend door allerlei mogelijke bedreigingen, zoals het verkeer, kanalen, de (illegale) jacht, afname van leefgebied door landbouwontwikkelingen of milieufactoren, enz. Afname van de aantallen of verspreiding is een goede indicatie van bedreiging.
- De soort mag geen exoot zijn in Nederland, zoals de wasbeer.

## De soorten op de Rode Lijst
De ontwikkeling van de soorten is tegenwoordig via internet goed te volgen zodat bepaalde wijzigingen wel te voorzien zijn. Hieronder wordt de officiële status van 2004 aangegeven plus de status van 2009.
| Nederlandse naam         | Wetenschappelijke naam        | Status 2004            | Status 2009            |
| ------------------------ | ----------------------------- | ---------------------- | ---------------------- |
| Bechsteins vleermuis     | Myotis bechsteinii            | gevoelig               | gevoelig               |
| Boommarter               | Martes martes                 | kwetsbaar              | kwetsbaar              |
| Brandts vleermuis        | Myotis mystacinus             | gevoelig               | verdwenen uit het wild |
| Bruinvis                 | Phocoena phocoena             | ernstig bedreigd       | bedreigd               |
| Damhert                  | Dama dama                     | bedreigd               | gevoelig               |
| Eikelmuis                | Eliomys quercinus             | kwetsbaar              | ernstig bedreigd       |
| Euraziatische lynx       | Lynx lynx                     | gevoelig               | verdwenen uit het wild |
| Bever                    | Castor fiber (albicus)        | gevoelig               | gevoelig               |
| Franjestaart             | Myotis nattereri              | kwetsbaar              | kwetsbaar              |
| Gewone hamster           | Cricetus cricetus (canescens) | ernstig bedreigd       | bedreigd               |
| Gewone zeehond           | Phoca vitulina                | kwetsbaar              | kwetsbaar              |
| Grijze grootoorvleermuis | Plecotus austriacus           | gevoelig               | verdwenen uit het wild |
| Grijze zeehond           | Halichoerus grypus            | gevoelig               | gevoelig               |
| Grote bosmuis            | Apodemus flavicollis          | gevoelig               | gevoelig               |
| Grote hoefijzerneus      | Rhinolophus ferrumequinum     | verdwenen uit het wild | verdwenen uit het wild |
| Hazelmuis                | Muscardinus avellanarius      | gevoelig               | bedreigd               |
| Ingekorven vleermuis     | Myotis emarginatus            | bedreigd               | bedreigd               |
| Kleine hoefijzerneus     | Rhinolophus hipposideros      | verdwenen uit het wild | ernstig bedreigd       |
| Noordse woelmuis         | Microtus oeconomus arenicola  | kwetsbaar              | kwetsbaar              |
| Otter                    | Lutra lutra                   | verdwenen uit het wild | ernstig bedreigd       |
| Tuimelaar                | Tursiops truncatus            | verdwenen uit het wild | kwetsbaar              |
| Vale vleermuis           | Myotis myotis                 | bedreigd               | verdwenen uit het wild |
| Veldspitsmuis            | Crocidura leucodon            | gevoelig               | gevoelig               |
| Waterspitsmuis           | Neomys fodiens                | kwetsbaar              | kwetsbaar              |
| Wilde kat                | Felis silvestris              | verdwenen uit wild     | ernstig bedreigd       |